# Sebastian Turner

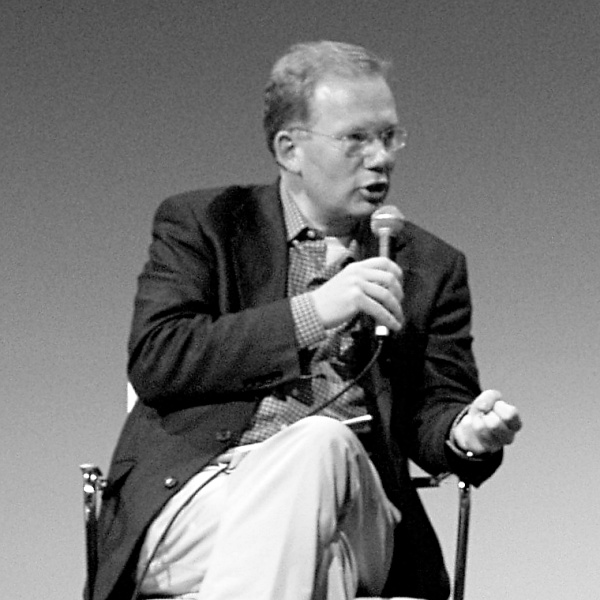
Sebastian Turner (2007)

Sebastian Turner (* 4. Juli 1966 in Clausthal-Zellerfeld) ist ein deutscher Medienunternehmer und Publizist. Er war von 2001 bis 2008 Vorstandsvorsitzender der Werbeagentur Scholz & Friends, kandidierte 2012 erfolglos als von CDU, FDP und Freien Wähler nominierter parteiloser Kandidat bei der Oberbürgermeisterwahl in Stuttgart und war von 2014 bis 2020 Gesellschafter und Herausgeber der Berliner Tageszeitung Der Tagesspiegel.

## Leben

### Jugend und Studium
Turner, zweiter Sohn des Hochschulpolitikers George Turner, gründete 1981 in Stuttgart eine Schülerzeitung und zwei Jahre später eine Stadtschülerzeitung. Während seiner Schulzeit verteilte er Publikationen der Jungen Union. Nach dem Abitur studierte er mit einem Stipendium der Begabtenförderung der Konrad-Adenauer-Stiftung Politikwissenschaften, Betriebswirtschaftslehre sowie Verfassungs-, Sozial- und Wirtschaftsgeschichte an der Duke University, Durham/USA, und der University of North Carolina UNC, Chapel Hill/USA. In Bonn war Turner wissenschaftliche Hilfskraft am Seminar für Politikwissenschaft. 1990 schloss er das Studium mit dem Master of Arts an der Graduate School der Duke University ab.

### Wissenschaftliche Tätigkeit
Als Lehrbeauftragter wirkte er Anfang der 1990er Jahre an der Technischen Universität Dresden und anschließend an der Hochschule der Künste Berlin. An der heutigen Universität der Künste wurde er zunächst als Gastprofessor und schließlich zum Honorarprofessor berufen. 2008 erwarb Turner zusätzlich den Studienabschluss als Master of Business Administration.wo?

### Unternehmerische Tätigkeit
1985 gründete Turner die Zeitschrift „Medium, Magazin für Journalisten“, die er bis 1995 herausgab. Als freischaffender Journalist war Turner u. a. für die „Zeit“, „Geo“ und die „Frankfurter Allgemeine“ tätig.
1990 gründete Turner mit Thomas Heilmann, den er in den USA kennengelernt hatte, und einem weiteren Partner in Dresden eine Werbeagentur, die bald Teil des Netzwerks von Scholz & Friends, eine der größten Werbeagenturen in Europa, wurde. Bis 2001 war er geschäftsführender Gesellschafter der Scholz & Friends Büros in Dresden und Berlin. Von 2001 bis 2008 wirkte er als einer von zwei Vorstandsvorsitzenden der internationalen Scholz & Friends Gruppe. 2003 erwarben Turner und Heilmann zusammen mit 18 weiteren Managern im Wege eines Management-Buy-out Scholz & Friends. Bis 2011 war Turner Partner der Scholz & Friends Gruppe und Mitglied im Aufsichtsrat der Scholz & Friends Holding Commarco. Mit Heilmann gründete Turner 1999 die Internet-Holding Econa AG als Risikokapitalgeber.
Turner war eine der treibenden Kräfte hinter der Entwicklung und Umsetzung der Kampagne „Initiative Neue Soziale Marktwirtschaft“, einer umstrittenen Lobbyinitiative von Wirtschaftsverbänden. Weitere bekannte Kampagnen, an denen er mitarbeitete, sind die Wiederbelebung des FAZ-Claims „Dahinter steckt immer ein kluger Kopf“ (von einer Jury des Spiegels zur „Kampagne des Jahrhunderts“ gewählt) und die Standortinitiative „Deutschland – Land der Ideen“. Er gilt auch als Urheber des Slogans „Wir können alles. Außer Hochdeutsch.“
Außerdem erdachte er eine Rettungskampagne für „die tageszeitung taz“, entwickelte das Konzept für die Spendenaktion zum Wiederaufbau der Frauenkirche Dresden und gab den Anstoß für die Aktion „kinderfreundliches Stuttgart“. Turner war der erste deutsche Juryvorsitzende des internationalen Kreativwettbewerbs Clio.
Kritisiert wurden Turner und Heilmann dafür, dass sie 2006 und 2011 gegen vergaberechtliche Vorschriften bei Großausschreibungen des Presse- und Informationsamts der Bundesregierung verstoßen haben.
Im Juli 2013 wurde er in den Aufsichtsrat der DvH Medien berufen. Zum 1. Januar 2014 erwarb er von der DvH Medien 20 Prozent der Anteile an der Berliner Tageszeitung Der Tagesspiegel und wurde deren Herausgeber. Zum 1. Januar 2021 verkaufte Turner seine Anteile an die DvH Medien, gab seinen Posten als Herausgeber auf und legte sein Aufsichtsratsmandat bei der DvH Medien nieder, nachdem er 2020 mit Table Media einen eigenen Verlag gegründet hatte, in dem Bezahl-Newsletter für Fachpublikum erscheinen.
Seit 2018 ist Turner mit 25 Prozent am Meinungsforschungsinstitut Civey beteiligt.

### Ehrenamt
Von 1998 bis 2010 gehörte Turner dem Vorstand des Art Directors Club (ADC) an. Von 2000 bis 2004 war er ADC-Vorstandssprecher. In dieser Zeit gehörte er auch dem Vorstand des Art Directors Club of Europe an. Turner zählt zu den Initiatoren der vom Art Directors Club mitgetragenen Berlin School of Creative Leadership, einer Einrichtung der Steinbeis-Hochschule Berlin. Sie hat das Ziel, Personen „aus Werbung, Marketing, Medien, Entertainment und Journalismus, die in gehobenen Positionen stehen, zu kreativen Führungskräften auszubilden“.
Von 2003 bis 2009 gehörte Turner dem Präsidium des Evangelischen Kirchentages an. Er ist Mitglied des Deutschen Komitees für UNICEF. Nach dem Ausscheiden aus dem Vorstand der Scholz & Friends Gruppe berief der rot-rote Berliner Senat Turner 2009 in den Vorstand der Einstein-Stiftung Berlin zur Förderung der Wissenschaften. Mit der Unterstützung führender Wissenschaftseinrichtungen initiierte er die Falling Walls Conference, die am Jahrestag des Mauerfalls internationale Spitzenforscher nach Berlin einlädt, um unter dem Motto „Welche Mauern fallen als nächste?“ bevorstehende wissenschaftliche Durchbrüche zu diskutieren.

### Politik
Seit 2011 ist Turner im wissenschaftlichen Beirat der Konrad-Adenauer-Stiftung sowie in der Arbeitsgruppe „Nachhaltiges Wachstum“ der CDU.
Auf Vorschlag des Stuttgarter CDU-Kreisvorsitzenden Stefan Kaufmann bewarb sich der parteilose Turner im Januar 2012 um die Nominierung der CDU zum Kandidaten für die am 7. Oktober 2012 stattfindende Oberbürgermeisterwahl in Stuttgart. Am 17. März 2012 entschied die Stuttgarter CDU erstmals in einem mitgliederoffenen Parteitag zwischen Turner und dem CDU-Politiker Andreas Renner, wer als möglicher Nachfolger von Oberbürgermeister Wolfgang Schuster antritt. Turner wurde mit 66,7 % zum Kandidaten gewählt. Neben der CDU unterstützen die FDP und Freien Wähler Turners Kandidatur. Im August 2012 spendete die Firma Ilg Außenwerbung dem Kandidaten eine große Werbefläche in der Stuttgarter Innenstadt. In den Medien wurde diese Spende aufgrund der engen Geschäftsbeziehungen dieses und anderer Unternehmen zur Stadt kritisiert. Turner wies den Vorwurf eines Interessenkonfliktes zurück, präsentierte jedoch unterschiedliche Versionen des Sponsorings, was ihm die Kritik eintrug, er sei unglaubwürdig. Turner wollte nicht nur als OB-Kandidat der Freien Wähler, der CDU und der FDP nominiert werden, sondern auch durch die Piratenpartei, unterlag aber seinem Mitbewerber Harald Hermann deutlich. Im ersten Wahlgang erreichte Turner mit 34,5 % den zweiten Platz hinter dem für die Grünen angetretenen Fritz Kuhn, dem er im zweiten Wahlgang schließlich mit 45,3 % zu 52,9 % unterlag. Turners Ergebnisse gehören zu den schlechtesten, die ein von der CDU unterstützter Kandidat bei Stuttgarter Oberbürgermeisterwahlen erreichen konnte. In einem Interview wertete Turner sein Abschneiden dennoch als Erfolg, weil „in den zehn größten deutschen Städten“ bei den letzten OB-Wahlen „nur ein bürgerlicher Kandidat ein besseres Ergebnis“ erzielt habe.

### Familie
Turner hat vier Kinder, einen Sohn aus erster Ehe und drei Kinder aus der zweiten Ehe mit Heidi Wittlinger.

## Ehrungen
- „Agenturkopf des Jahres“ (1999, gemeinsam mit Thomas Heilmann), verliehen von der Fachzeitschrift new business[31]
- Mitglied der „Hall of Fame der deutschen Werbung“ (2006 als jüngstes Mitglied), verliehen von der Wirtschaftswoche und dem Gesamtverband Kommunikationsagenturen.

## Werke
Turner ist Mitautor mehrerer Publikationen:
- Spring. Das Geheimnis erfolgreicher Werbung. Hermann Schmidt, Mainz 2000, ISBN 3-87439-543-X.
- Lore's Law. Das Gesetzbuch des gesunden Menschenverstandes. Redline Wirtschaftsverlag, 2005, ISBN 3-636-01039-5.
- Great Ideas. Prestel-Verlag, 2006, ISBN 3-7913-3753-X.
- Kluge Köpfe, Bd.1, Hinter der F.A.Z.-Kampagne. Prestel-Verlag, 1998, ISBN 3-7814-0411-0.
- Kluge Köpfe, Bd.2, Neues von der F.A.Z.-Kampagne. Prestel-Verlag 1999, ISBN 3-7814-0427-7.
- Kluge Köpfe, Bd.3, Das neueste von der F.A.Z.-Kampagne. Frankfurter Allgemeine Buch Januar 2001, ISBN 3-89843-898-8.
- World Class Creative Education. Schmidt (Hermann), Mainz 2003, ISBN 3-87439-644-4.